# Machame Uroki
Machame Uroki ist ein Verwaltungsbezirk (Ward) des Distrikts Hai in der tansanischen Region Kilimandscharo.

## Geografie
Machame Uroki liegt im Nordosten von Tansania, etwa 20 Kilometer nordwestlich der Regionshauptstadt Moshi am südlichen Abhang des Kilimandscharo. Der Bezirk liegt zwischen den zwei Flüssen Marire im Westen und Kikafu im Osten. Er grenzt im Norden an Machame Magharibi, im Osten an Machame Kaskazini, im Südwesten an Romu und im Westen an Masama Mashariki.
Bei der Volkszählung 2022 lebten 9761 Menschen in 2646 Haushalten auf einer Fläche von 13,3 Quadratkilometern.

## Gliederung
Der Bezirk besteht aus vier Gemeinden (Mtaa) mit 16 Orten (Kitongoji):
| Mamba - Nkyakura Ndoo - Nkyakura Sinde - Uroki - Nnko - Maosho | Uswaa - Makaro - Masamu - Mbweera - Makiweru | Uraa - Kishare - Bwani - Kikolo | Kiselu - Kishimbwe - Urou - Kengye - Kati |

## Wirtschaft und Infrastruktur
- Bildung: Im Bezirk liegen drei weiterführende Schulen,[7] die alle Mädchen und Burschen bis zur 4. Stufe ausbilden. Die Kiselu Secondary School[8] und die Neema Secondary School[9] sind staatliche Schulen. Die Uroki Secondary School wurde 1985 gegründet und ist im Besitz der Dorfbewohner. Sie wird von der evangelisch-lutherischen Kirche unterstützt.[10]
- Gesundheit: In Uroki und Uswaa gibt es je eine staatliche Apotheke.[11][12]